# Club Universidad Nacional
Club Universidad Nacional je fotbalový klub ze Ciudad de México, reprezentující Mexickou národní autonomní univerzitu, největší vysokou školu v zemi. Je znám také pod názvy Pumas (podle svého maskota pumy) nebo UNAM (zkratka španělského názvu Universidad Nacional Autónoma de México). Domácí zápasy hraje na olympijském stadionu pro 68 954 diváků. Klubové barvy jsou zlatá a modrá.
Je účastníkem nejvyšší soutěže Liga MX, kterou sedmkrát vyhrál (1976–77, 1980–81, 1990–91, Clausura 2004, Apertura 2004, Clausura 2009, Clausura 2011), v historické ligové tabulce je na sedmém místě. V roce 1975 klub získal Copa MX. Je také trojnásobným vítězem Ligy mistrů CONCACAF (1980, 1982 a 1989), v roce 1981 vyhrál Copa Interamericana, již zaniklou soutěž, v níž se střetli vítěz Ligy mistrů CONCACAF a Poháru osvoboditelů. V roce 2004 zvítězil UNAM na přípravném turnaji Trofeo Santiago Bernabéu.
Jako univerzitní tým hrál od roku 1937, v roce 1954 se zprofesionalizoval. Podle průzkumu z roku 2016 jsou Pumy třetím nejoblíbenějším fotbalovým klubem v Mexiku, za jejich příznivce se označilo 9,9 % dotázaných. Hlavním rivalem je Club América, vzájemná utkání jsou známa jako Clásico Capitalino.
Za Club Universidad Nacional hráli Bora Milutinović, Hugo Sánchez, Jorge Campos, Claudio Suárez a Bernd Schuster.
V letech 2005–2013 existoval farmářský klub Pumas Morelos, sídlící v Cuernavace.